# Вест-Півайн (Оклахома)
Вест-Півайн (англ. West Peavine) — переписна місцевість (CDP) в США, в окрузі Адер штату Оклахома. Населення — 167 осіб (2020).

## Географія
Вест-Півайн розташований за координатами 35°54′40″ пн. ш. 94°39′2″ зх. д. / 35.91111° пн. ш. 94.65056° зх. д. (35.910999, -94.650584).  За даними Бюро перепису населення США в 2010 році переписна місцевість мала площу 20,35 км², з яких 20,18 км² — суходіл та 0,17 км² — водойми.

## Демографія
Згідно з переписом 2010 року, у переписній місцевості мешкало 218 осіб у 79 домогосподарствах у складі 59 родин. Густота населення становила 11 особа/км².  Було 90 помешкань (4/км²).
Расовий склад населення:
| - 45,0 % — корінних американців - 40,8 % — білих - 0,5 % — чорних або афроамериканців |

До двох чи більше рас належало 13,8 %. Частка іспаномовних становила 1,8 % від усіх жителів.
За віковим діапазоном населення розподілялося таким чином: 27,5 % — особи молодші 18 років, 53,7 % — особи у віці 18—64 років, 18,8 % — особи у віці 65 років та старші. Медіана віку мешканця становила 42,0 року. На 100 осіб жіночої статі у переписній місцевості припадало 107,6 чоловіків;  на 100 жінок у віці від 18 років та старших — 97,5 чоловіків також старших 18 років.
Середній дохід на одне домашнє господарство  становив 38 571 долар США (медіана — 26 500), а середній дохід на одну сім'ю — 42 847 доларів (медіана — 27 083). За межею бідності перебувало 36,6 % осіб, у тому числі 41,3 % дітей у віці до 18 років та 20,4 % осіб у віці 65 років та старших.
Цивільне працевлаштоване населення становило 81 осіб. Основні галузі зайнятості: виробництво — 33,3 %, будівництво — 30,9 %, освіта, охорона здоров'я та соціальна допомога — 19,8 %.